# TR24
TR24 è un canale televisivo all-news locale edito in Emilia-Romagna. 

## Storia
Nasce nel marzo 2017, dalla sinergia tra le società Pubblisole (socio al 51%) e TRMedia (socio al 49%), dopo l'acquisizione del LCN 11 dal gruppo Videoregione. Viene trasmesso dagli studi di Cesena che già ospitano l'emittente Teleromagna. 
Il palinsesto è composto principalmente dai telegiornali che vengono trasmessi ogni ora intervallati al mattino dalle rassegne stampa e nel pomeriggio-sera da trasmissioni di approfondimento.
Nel 2022, con l’avvento del digitale terrestre di seconda generazione, TR24 è visibile con l’LCN 78 in tutta la regione Emilia-Romagna.
Nel 2023 TR24 da canale all news si trasforma in TR SPORT, canale sportivo dedicato alla trasmissione di eventi, format, rubriche, news e approfondimenti sportivi, nonché incontri delle squadre del territorio.